# 柿崎自動車学校
株式会社柿崎自動車学校（かきざきじどうしゃがっこう）は、新潟県上越市にある指定自動車教習所を運営する企業。

## 教習車種
- 普通自動車（MT車・AT車）
- 準中型自動車
- 中型自動車
- 大型特殊自動車
- 普通自動二輪車（MT車・AT車）

## 設備
- 全室インターネット環境を備えた学校寮がある。

## 所在地
〒949ｰ3215 新潟県上越市柿崎区直海浜1567ｰ50